# NGC 2743
NGC 2743 је спирална галаксија у сазвежђу Рак која се налази на NGC листи објеката дубоког неба.
Деклинација објекта је + 25° 0' 15" а ректасцензија 9h 4m 54,0s. Привидна величина (магнитуда) објекта NGC 2743 износи 13,7 а фотографска магнитуда 14,3. NGC 2743 је још познат и под ознакама UGC 4760, MCG 4-22-9, CGCG 121-13, IRAS 09019+2512, PGC 25496.